# Курнатовский, Виктор Константинович
Ви́ктор Константи́нович Курнатовский (28 июня [10 июля] 1868 года, Рига — 19 сентября [2 октября] 1912 года, Париж) — революционный деятель, один из первых русских марксистов, один из руководителей Читинского вооружённого восстания рабочих, первый редактор газеты «Забайкальский рабочий».

## Биография
Родился в семье врача в Риге 28 июня [10 июля] 1868 года.
Был народовольцем, обучался в Петербургском университете, откуда был исключён и выслан из Санкт-Петербурга. Поступил в Московский университет, руководил марксистским кружком, но вновь исключён и выслан в Архангельскую область.
В 1892 году эмигрировал в Швейцарию. В Цюрихе в 1896 году окончил Политехнический институт, участвовал в работе группы «Освобождение труда».
В 1897 году при возвращении в Россию был арестован на границе и выслан в Восточную Сибирь. В 1898 году в Минусинске встретился с В. И. Лениным. Подписал написанный Лениным «Протест российских социал-демократов». По окончании ссылки с осени 1900 года вёл партийную работу в Тбилиси. В 1901 году арестован и после двух лет заключения в Метехском замке вновь сослан в Сибирь.
Находясь в Якутске, предпринял попытку организации вооружённого восстания политических ссыльных, за что был направлен на каторжные работы в Забайкалье, помещён в Акатуйскую каторжную тюрьму. Освобождён из тюрьмы после издания «Манифеста 17 октября».
После освобождения восставшими из тюрьмы прибыл в Читу, где стал членом РСДРП. Принял активное участие в подготовке Читинского вооружённого восстания рабочих, был одним из его руководителей и организаторов Совета солдатских и казачьих депутатов, который был создан 22 ноября (5 декабря) 1905 года.
С 7 (20) декабря 1905 года под редакцией В. К. Курнатовского выходила газета «Забайкальский рабочий» тиражом 8-10 тысяч экземпляров. Газета являлась органом Читинского комитета РСДРП.
20 декабря 1905 (2 января 1906) года делегацией под руководством Курнатовского были освобождены 15 матросов с транспорта «Прут», содержавшихся в Акатуйской каторжной тюрьме.
22 января (4 февраля) 1906 года экспедиция генерала Ренненкампфа вошла в Читу для подавления восстания. После подавления «Читинской республики» было арестовано 400 человек, в том числе и Курнатовский.
В марте 1906 года военно-полевым судом Курнатовский был приговорён к смертной казни. 2 (15) апреля 1906 года новым приговором смертная казнь заменена бессрочной каторгой.
21 мая (3 июня) 1906 года вместе с часовым при помощи врача бежал из нерчинской городской больницы. Добрался до Владивостока, где, установив контакты с местной организацией РСДРП, приобрёл билет до Японии, откуда морем добрался в Париж.
Умер в Париже 19 сентября (2 октября) 1912 года.

## Память
Именем Курнатовского названа улица в Центральном районе Читы, установлена мемориальная доска на здании редакции газеты «Забайкальский рабочий», учреждена премия лучшему журналисту Читинской области.
Именем Курнатовского названа одна из центральных улиц в селе Ермаковское Красноярского края.
В пгт. Курагино Красноярского края одна из улиц названа в честь Курнатовского.
Именем Курнатовского в 1977 году названа одна из улиц Якутска.
В романе «Восточный бастион» (1972) украинского писателя М. П. Нечая прослеживается биография В. К. Курнатовского.
В стихотворении забайкальского поэта В.М.Ангарского упоминается Курнатовский.

## Комментарии
1. ↑  Имел братьев, которые окончили рижскую Александровскую гимназию: Николай — в 1884 году с золотой медалью (был правителем канцелярии Минского губернатора); Михаил — в 1887 году.